# Katainaka no Ossan, Kensei ni Naru
Katainaka no Ossan, Kensei ni Naru: Tada no Inaka no Kenjutsu Shihan Datta noni, Taisei Shita Deshitachi ga Ore o Hōttekurenai Ken (片田舎のおっさん、剣聖になる ～ただの田舎の剣術師範だったのに、大成した弟子たちが俺を放ってくれない件～?), también conocida como From Old Country Bumpkin to Master Swordsman en inglés, De campesino cuarentón a espadachín legendario en España y De viejo pueblerino a gran maestro espadachín en Hispanoamérica, es una serie de novelas ligeras japonesas escritas por Shigeru Sagazaki e ilustradas por Tetsuhiro Nabeshima. Inicialmente comenzó a serializarse en el sitio web de publicación de novelas generadas por usuarios Shōsetsuka ni Narō en noviembre de 2020. Más tarde fue adquirida por Square Enix, que comenzó a publicarla bajo su sello SQEX Novel en abril de 2021. 
Una adaptación al manga ilustrada por Kazuki Satō comenzó a serializarse en la revista web de manga seinen Dokodemo Young Champion de Akita Shoten en agosto de 2021. Una adaptación a serie de televisión de anime producida por Passione y Hayabusa Film se emitió en abril a junio de 2025. Una segunda temporada se estrenará en 2026. 

## Sinopsis
Beryl Gardinant es un hábil espadachín de una pequeña aldea. Tras la visita de uno de sus antiguos alumnos, Beryl es invitado a ser instructor en la capital. La historia sigue a Beryl mientras se reúne con otros antiguos alumnos y enfrenta numerosos desafíos.

## Personajes
Beryl Gardinant (ベリル・ガーデナント Beriru Gādenanto?)
 Seiyū: Hiroaki Hirata, Carlos Reynoso (español latino), Cristian Gambín (español castellano)
Allucia Citrus (アリューシア・シトラス Aryūshia Shitorasu?)
 Seiyū: Nao Tōyama, Wanda Liedert (español latino), Elena Rubio (español castellano)
Surena Lysandra (スレナ・リサンデラ Surena Risandera?)
 Seiyū: Hitomi Ueda, Dayana Santiaguillo (español latino), Sílvia Tarín (español castellano)
Curuni Crueciel (クルニ・クルーシエル Kuruni Kurūshieru?)
 Seiyū: Yuuki Hirose, Casandra Salazar (español latino), Natalia García Prieto (español castellano)
Ficelle Harbeller (フィッセル・ハーベラー Fisseru Hāberā?)
 Seiyū: Hinaki Yano, Itzel Jaramillo (español latino), Nina Muñoz (español castellano)
Lucy Diamond (ルーシー・ダイアモンド Rūshī Daiamondo?)
 Seiyū: Chiwa Saitō, Lucía Suárez (español latino), Joana Giner (español castellano)
Henbritz Drought (ヘンブリッツ・ドラウト Henburittsu Dorauto?)
 Seiyū: Kaito Ishikawa, Víctor Kuri (español latino), Jordi Alcañiz (español castellano)
Myui Flare (ミュイ・フレイア Myui Fureia?)
 Seiyū: Arisa Nakada, Lilian Vela (español latino), Nina Romero (español castellano)
Spur (シュプール Shupūru?)
 Seiyū: Ryōta Ōsaka, Elliot Leguizamo (español latino), Dani Oliver (español castellano)
Rose Marbleheart (ロゼ・マーブルハート Roze Māburuhāto?)
 Seiyū: Ai Kayano
Gatoga Lazorne (ガトガ・ラズオーン Gatoga Razuōn?)
 Seiyū: Hidenobu Kiuchi

## Contenido de la obra

### Novelas ligeras
La novela ligera fue escrito por Shigeru Sagazaki, Katainaka no Ossan, Kensei ni Naru: Tada no Inaka no Kenjutsu Shihan Datta noni, Taisei Shita Deshitachi ga Ore o Hōttekurenai Ken comenzó a serializarse en el sitio web de publicación de novelas generadas por usuarios Shōsetsuka ni Narō el 17 de noviembre de 2020. Más tarde fue adquirido por Square Enix, que comenzó a publicarlo como una novela ligera con ilustraciones de Tetsuhiro Nabeshima bajo su sello SQEX Novel el 7 de abril de 2021. Se han publicado ocho volúmenes hasta agosto de 2024.

### Manga
Una adaptación al manga ilustrada por Kazuki Satō comenzó a publicarse en la revista web de manga seinen Dokodemo Young Champion de Akita Shoten el 24 de agosto de 2021. Los capítulos del manga se han recopilado en seis volúmenes tankōbon a partir de agosto de 2024.
Durante su panel en Sakura-Con 2024, Yen Press anunció que obtuvo la licencia de la adaptación al manga.
| Volúmenes de manga publicados | Volúmenes de manga publicados | Volúmenes de manga publicados |
| Número                        | Fecha de lanzamiento          | ISBN                          |
| ----------------------------- | ----------------------------- | ----------------------------- |
| 1                             | 18 de febrero de 2022         | ISBN 978-4-253-30691-1        |
| 2                             | 20 de junio de 2022           | ISBN 978-4-253-30692-8        |
| 3                             | 20 de marzo de 2023           | ISBN 978-4-253-30693-5        |
| 4                             | 24 de agosto de 2023          | ISBN 978-4-253-30694-2        |
| 5                             | 26 de enero de 2024           | ISBN 978-4-253-30695-9        |
| 6                             | 6 de agosto de 2024           | ISBN 978-4-253-30696-6        |

### Anime
Se anunció una adaptación televisiva de serie de anime para el 1 de agosto de 2024. La serie está producida por Passione y Hayabusa Film y dirigida por Akio Kazumi, con guiones escritos por Kunihiko Okada, personajes diseñados por Satsuki Hayasaka, quien también se desempeña como director de animación en jefe, y música compuesta por Yasuharu Takanashi. La serie se emitió del 5 de abril al 21 de junio de 2025 en el bloque de programación IMAnimation de TV Asahi. El tema de apertura es "Heroes" interpretado por Takanori Nishikawa, mientras que el tema de cierre es "Alright!!!" interpretado por FLOW. Amazon Prime Video obtuvo la licencia mundial de la serie.
Tras la emisión del duodécimo y último episodio, se anunció una segunda temporada. Su estreno está previsto para el 2026.
El 5 de abril de 2025, la serie tuvieron un doblaje tanto en español latino como en castellano, el cual fue estrenado por Prime Video.

## Recepción
En enero de 2024, la serie tenía más de 4 millones de copias en circulación.
La adaptación del manga ocupó el tercer puesto en la categoría "I Want to Read it Now!" en los primeros premios de manga de libros electrónicos de Rakuten Kobo en 2023. El manga, junto con Kyokugen Fūfu y Daija ni Totsuida Musume, ganó el premio Piccoma 2023 en la categoría de manga. El manga también ocupó el puesto 13 en los 9.º premios Next Manga en la categoría web en 2023. El manga también ocupó el segundo puesto en los premios Tsutaya Comic Awards de 2023. El manga también ocupó el puesto 13 en la lista de cómics recomendados por los empleados de las librerías nacionales de 2024.